# 허계 영정
허계 영정은 경기도 용인시 처인구 원삼면 맹리에 있던 초상화이다. 1992년 10월 12일 용인시의 향토문화재 제24호로 지정되었다가, 국립중앙박물관에 기증되어 2011년 12월 13일 향토문화재 지정이 해제되었다.

## 같이 보기
- 허계

## 참고 문헌
- 허계 영정 - 용인시의 문화관광 - 향토유적
- 허계 - 양천허씨대종회